# Руеле (Долина Аосте)
Руеле је насеље у Италији у округу Долина Аосте, региону Долина Аосте.
Према процени из 2011. у насељу је живело 39 становника. Насеље се налази на надморској висини од 580 м.